# Polittico di Porto San Giorgio
Il Polittico di Porto San Giorgio è un dipinto a tempera e oro su tavola di Carlo Crivelli, già datato al 1470 (firma non più leggibile) e smembrato tra musei europei e statunitensi. Si trovava originariamente nella chiesa di San Giorgio a Porto San Giorgio (provincia di Fermo). Esempio emblematico della rapacità e avidità di mercanti tra Sette e Ottocento, che attuarono una specie di vandalismo: infatti il polittico venne smembrato nel XIX secolo e venduto in lotti separati,  che sparsero le tavole in due continenti.

## Storia
Un documento dell'archivio di Fermo, tramandato ma oggi non più rintracciabile in originale, ricorda l'opera commissionata nel 1470 da un certo Giorgio, albanese emigrato in Italia per l'avanzata dei Turchi Ottomani dopo la morte di Skanderbeg nel 1468. Giorgio fu il capostipite della famiglia Salvadori, proprietari per secoli del polittico. Ceduto a Martin Colnaghi per finizianzare una bonifica delle coste, fu poi smembrato. 
La data dell'opera è confermata, oltre che da dati stilistici, anche da documenti settecenteschi che ricordano la firma dell'artista un tempo presente alla base della cornice: "CAROLUS CRIVELLUS VENETUS PINXIT ANNO 1470". Si tratta di due inventari, uno del 1727 redatto dal pievano Anselmo Ercoli e uno del 1771 risalente a una visita pastorale. Nel secondo il polittico è descritto minuziosamente, fatto che ha aiutato la ricostruzione. Vi si riporta anche come nella stessa cappella esistessero due tavole con tre santi ciascuno e gli stemmi Salvadori dipinte assieme al polittico: forse la predella ad oggi sconosciuta.

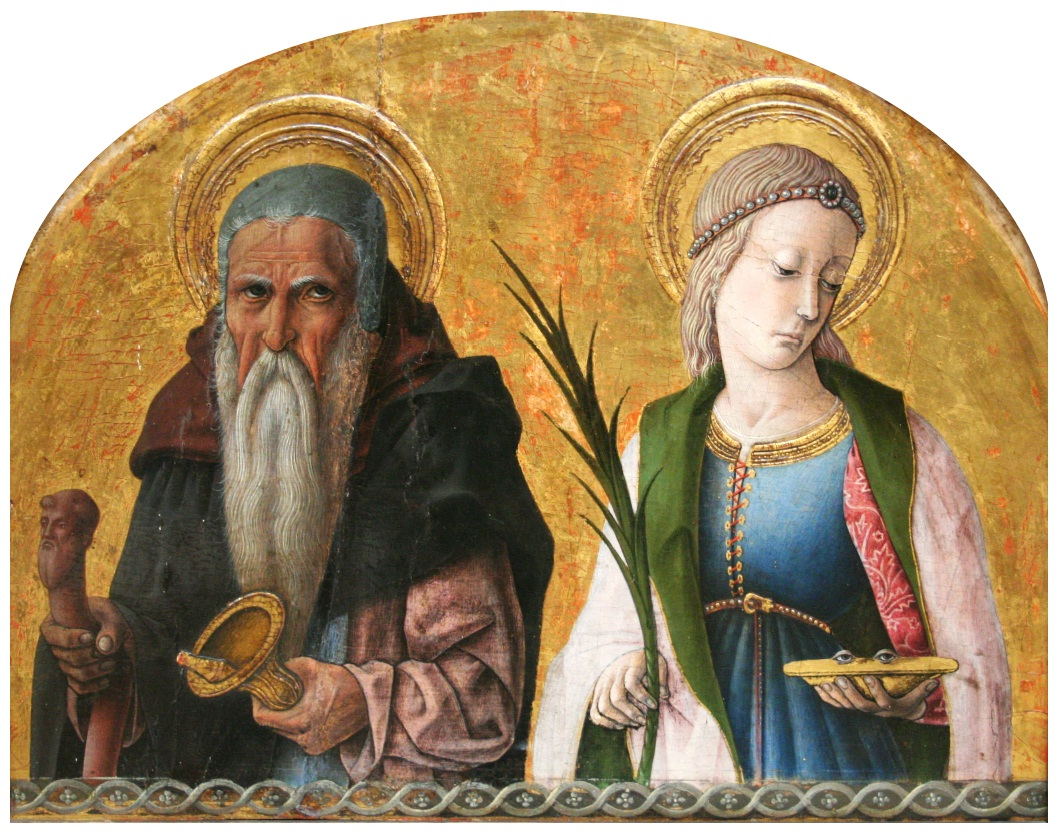
Santi Antonio Abate e Lucia, Cracovia

Nel 1803 la vecchia parrocchiale fu demolita e il polittico trasferito nel chiesa del Suffragio, sede provvisoria delle attività liturgiche. Nel 1832 il dipinto era in casa Salvadori, nell'attesa che la nuova chiesa fosse terminata; qui lo vide e la descrisse il Maggiori e pochi anni dopo (1834) Amico Ricci lo ricordò già nella nuova parrocchiale, anche se i santi a mezza figura erano già stati asportati e conservati in casa dei Salvadori. Poco dopo sull'altare venne posta una statua di San Giorgio e i pannelli restanti del polittico vennero restituiti alla famiglia. L'anno successivo, nel 1835, l'opera era già stata trasportata a Roma e, ormai smembrata, fu venduta da Luigi Salvadori Paleotti al collezionista dell'ambasciata portoghese Hudson per 90 scudi. Il priore del Comune di Porto San Giorgio però, che evidentemente rivendicava la proprietà del polittico, avviò una controversia col Salvadori contestando l'atto di vendita, che si risolse con un nuovo pagamento, questa volta di trecento scudi: è evidente come il lavoro artistico fosse visto esclusivamente come bene di scambio con cui battere cassa, senza alcun interesse per la sua salvaguardia. Passato nella collezione Ward (poi Dudley), venne qui visto da Waagen e fu poi esposto nell'Egyptian Hall a Londra, dove lo videro Crowe e Cavalcaselle. Nel 1876 alla vendita della collezione Dudley a Londra fu acquistato da Martin Colnaghi e quindi disperso in varie raccolte.
L'identificazione dei vari scomparti e la ricostruzione del polittico fu un'operazione lunga, che richiese numerosi interventi critici, avviata nel 1931 da Philip Hendy che associò i due santi nella National Gallery di Londra con il San Giorgio dell'Isabella Stewart-Gardner Museum di Boston. Roberto Longhi identificò poi la Madonna Cook a Washington e la Pietà a Detroit come facenti parte del polittico (1946). Infine Federico Zeri, nel 1950, riconobbe i due Santi Caterina d'Alessandria e Girolamo, dopodiché fu relativamente semplice trovare sulla scia i Santi Antonio abate e Lucia (J. Bialostocki, 1956). Resta tuttavia ignota la predella con sei santi e gli stemmi Salvadori. Una ricerca negli archivi di casa Salvadori ha prodotto un documento del 1805 in cui si parla di un'Ultima Cena, compatibile con le misure delle tavole di "alcuni santi" (un palmo) e che forse stava al centro della predella.
Il polittico venne temporaneamente riunito alla mostra monografica sull'artista a Venezia nel 1961. Oggi a Porto San Giorgio ne esiste una copia che ne ricostruisce le fattezze.

## Descrizione e stile

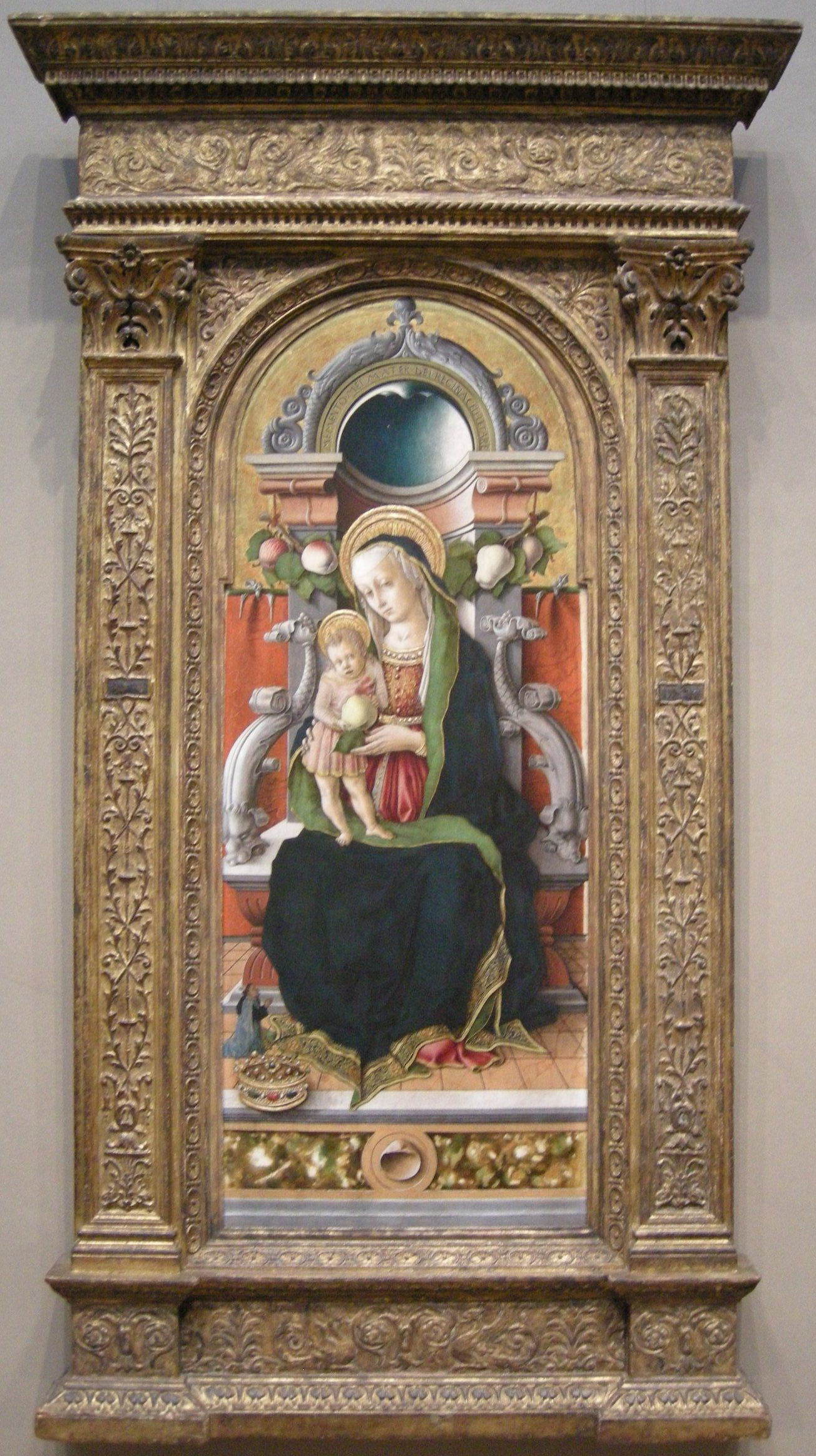
La Madonna Cook, scomparto centrale del Polittico di Porto San Giorgio, a Washington

Il polittico, stilisticamente affine a quello di Massa Fermana, si tratta di un'opera fondamentale nell'evoluzione stilistica del pittore, nello stemperare gradualmente le influenze dell'arte padovana, verso una resa più delicata, accesa però, qua e là, da brani di intenso realismo.
- Madonna Cook, 129,5x54,4 cm, Washington, National Gallery of Art
- Santi Pietro e Paolo, 87x44 cm, Londra, National Gallery
- San Giorgio che uccide il drago, 90x46 cm, Boston, Isabella Stewart-Gardner Museum
- Santi Caterina d'Alessandria e Girolamo, 35x48,9 cm, Tulsa, Philbrook Museum of Art
- Santi Antonio abate e Lucia, 34,5x47,5 cm, Cracovia, Museo nazionale
- Pietà, 45x117 cm, Detroit, Detroit Institute of Arts

Nella Madonna col Bambino si nota appena ai piedi del trono, in basso a sinistra per non turbare l'equilibrio della composizione, il donatore; il San Giorgio e il drago resta, come sarà per tutta l'opera del Crivelli, indifferente ai valori atmosferici, esaltando con un segno più agile e meno incisivo la componente fiabesca tardogotica della composizione; la posa agile del cavallo ricorda comunque un'opera appena terminata, anche il San Giorgio di Cosmè Tura (1469), dimostrando come il Crivelli fosse tutt'altro che isolato.
L'autografia dei santi Pietro e Paolo è stata messa in dubbio da alcuni studiosi a causa della scarsa correttezza del disegno in alcuni particolari, fino ad assegnarlo a uno sconosciuto Maestro della predella di Brera, lo stesso pittore di uno dei pannelli della predella del Trittico di Camerino, la quale è tuttavia assegnata allo stesso Crivelli.
Nella Pietà, invece, il Crivelli articola in più piani il gruppo dei dolenti che si raccolgono intorno alla figura del Cristo morto, ritmandoli nella curvatura della lunetta e annunciando gli sviluppi più sapientemente drammatici delle future opere di medesimo soggetto.

## Galleria d'immagini

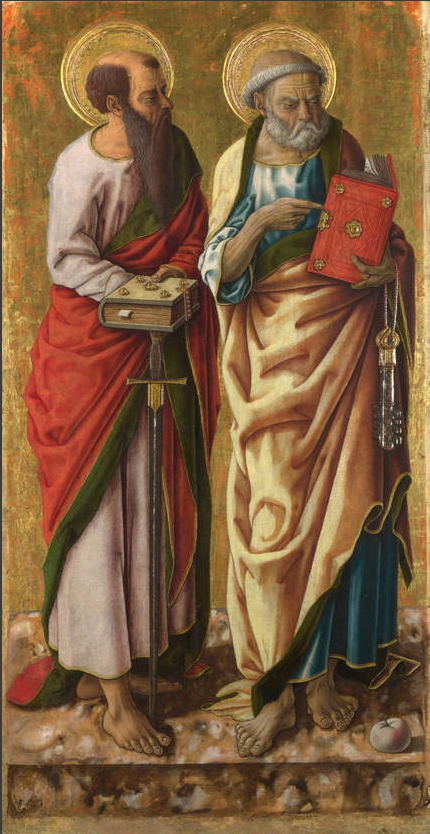
Santi Pietro e Paolo, Londra
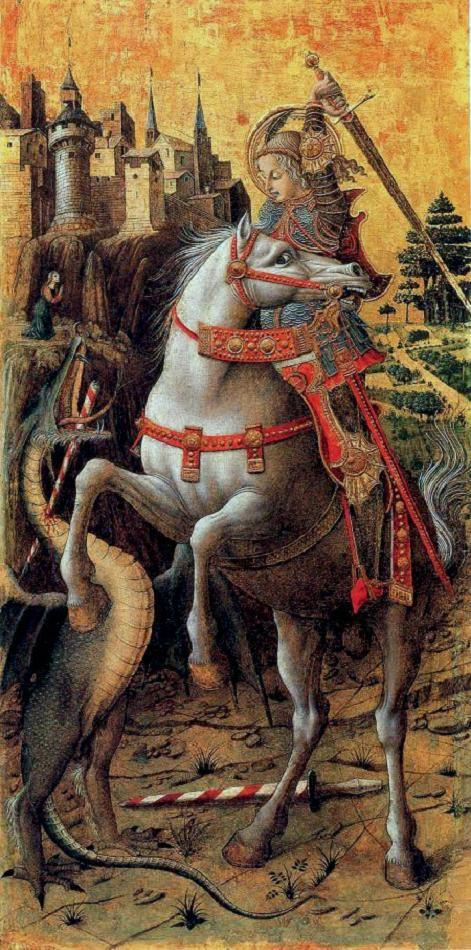
San Giorgio, Boston
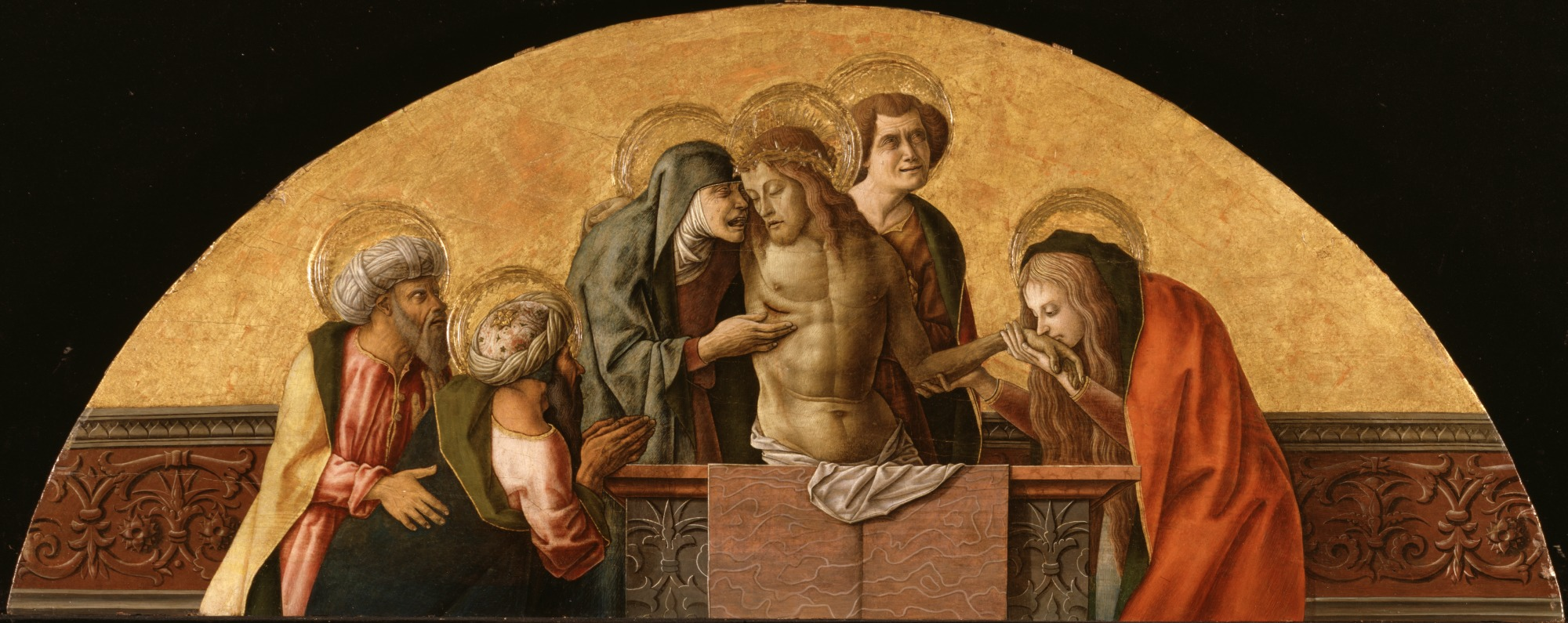
Pietà, Detroit
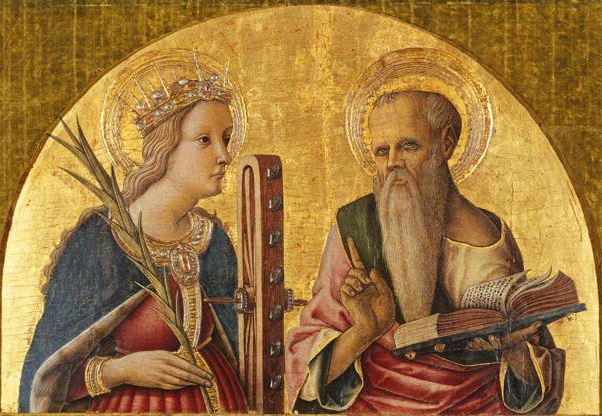
Santi Caterina d'Alessandria e Girolamo, Tulsa